# 울산초등학교
울산초등학교는 대한민국 울산광역시 중구 유곡동에 있는 공립 초등학교이다.

## 학교 연혁
- 1907년 4월 10일 공립울산보통학교 개교
- 1911년 11월 1일 울산공립보통학교(4년제)로 개편
- 1916년 4월 1일 6년제로 개편
- 1938년 4월 1일 태화공립심상소학교로 개칭[1]
- 1941년 4월 1일 태화공립국민학교로 개칭[2]
- 1955년 4월 1일 울산국민학교로 개칭
- 1981년 3월 1일 병설유치원 개원
- 1996년 3월 1일 울산초등학교로 개칭[3]
- 2003년 3월 1일 성안초등학교 분리
- 2007년 5월 7일 개교 100주년 기념 대축제[4]
- 2014년 2월 21일 제104회 졸업(졸업생 23명, 총누계 21,875명)[5]
- 2014년 3월 1일 혁신도시(중구 유곡동)으로 교정 이전[6]
- 2020년 2월 18일 제110회 졸업(졸업생 149명, 총 누계 22,556명)
- 2020년 3월 1일 제38대 차영기 교장 부임
- 2020년 3월 1일 48학급 편성(특수1포함)ㆍ유치원 3학급 편성
- 2021년 2월 17일 제111회 졸업(졸업생164명, 총 누계22,720명)
- 2021년 3월 1일 47학급 편성(특수1포함), 유치원 3학급 편성

## 학교 상징
- 교화(校花) - 장미 : 아름답고 향기로운『장미』처럼 티 없이 맑게 자라 나와 우리를 사랑하는 사람이 됩시다
- 교목(校木) - 홰나무 : 100년이 넘도록 묵묵히 교정을 지켜온 『홰나무』처럼 몸과 마음을 갈고 닦아 새 역사 창조에 앞장서는 국가의 기둥이 됩시다

## 참고 자료
- 울산초등학교 - 한국교육학술정보원 학교알리미